# Eviota nebulosa
Eviota nebulosa es una especie de peces de la familia de los Gobiidae en el orden de los Perciformes.

## Morfología
Los machos pueden llegar a alcanzar los 1,9 cm de longitud total.

## Distribución geográfica
Se encuentra desde el África Oriental hasta el sur de la Gran Barrera de Coral, República de Palau, Guam y Enewetak (Micronesia).

## Observaciones
Es inofensivo para los humanos.